# Макроекономічна рівновага
Макроекономі́чна рівнова́га — це стан національної економіки, коли сукупний попит і сукупна пропозиція, виробництво і споживання є збалансованими, тобто існує пропорційність між ресурсами та їх використанням.
Економічним ідеалом вважають досягнення повної рівноваги. Це можливо, але тільки тимчасово, оскільки для неї притаманний динамічний характер і в реальному житті неминучі економічні кризи, неефективне або неповне використання ресурсів. Проте суспільство намагається мінімізувати відхилення від рівноваги і вдається при цьому до різних інструментів відповідної економічної політики. Для оцінки її ефективності використовуються кінцеві показники розвитку макроекономіки: ВВП, ВНП, НД.

## Види макроекономічної рівноваги
Рівновага буває реальною, ідеальною, загальною і частковою.
Ідеальна (бажана) рівновага забезпечує узгодженість у поведінці усіх суб'єктів економіки і оптимальну реалізацію їх інтересів. До того ж рівновага визначає, що всі суб'єкти на ринку знаходять фактори виробництва та предмети споживання, а весь продукт, виготовлений у попередньому році, має бути реалізованим. Ця рівновага можлива при економічній гармонії та вільній конкуренції, за відсутності диспропорцій та протилежностей.
Часткова рівновага — це відповідність двох окремих взаємопов'язаних макроекономічних елементів чи ланок економіки, послуг, ринку товарів, факторів виробництва, у масштабі цілого народного господарства. Прикладом є рівновага між попитом і пропозицією, виробництвом і споживанням.
Реальна рівновага в умовах недосконалої конкуренції в економічній системі встановлюється як результат дії на ринок зовнішніх факторів. Вона є відповідністю між зростаючими потребами суспільства і обмеженими ресурсами. Для її реалізації потрібно вжити заходів, направлених на збільшення продуктивності суспільної праці, обмеження платоспроможного попиту споживачів, чи ефективного використання ресурсів.
Загальна макроекономічна рівновага — це сукупна пропорційність між ресурсами суспільства і їх використанням, матеріальними й фінансовими потоками, виробництвом і споживанням.
Макроекономічна рівновага визначає досягнення пропорційності як доцільності, відповідності та впорядкованості відтворюваних зв'язків, фаз та сторін. При цьому деякі локальні пропорції доповнюють одна одну, є взаємопов'язаними та викликають рівновагу або розвиток усієї економічної системи.
Між пропорційністю, рівновагою та збалансованістю є тісний взаємозв'язок. Якщо бажаною метою макроекономічного розвитку є рівновага, то збалансованість і пропорційність є частинами механізму її досягнення. Якщо якесь з цих визначень буде ігноруватись то це приведе до суперечностей, однобічних результатів та диспропорцій в суспільному житті та економіці.

## Макроекономічні моделі рівноваги
В економічній теорії виділяють такі моделі макроекономічної рівноваги: марксистську, кейнсіанську, класичну, монетаристську і неокласичну.
Представниками класичних моделей рівноваги можна назвати Ф. Кене, Ж. Б. Сей та ін. У праці «Економічна таблиця» (1758 р.) Ф. Кене створив свою трисекторну модель рівноваги де показав процес обігу та відтворення сукупного суспільного продукту між представниками трьох класів суспільства: продуктивним класом (селяни та фермери), землевласників (поміщики, король, церква) і «безплідним» (усі громадяни, діяльність яких не пов'язана із сільським господарством). Кене аргументував концепцію «природного порядку», за допомогою розвитку економіки на основі стихійного ринкового ціноутворення, вільної конкуренції, невтручання держави в економіку і еквівалентності обміну.
З дослідженнями К.Маркса пов'язується створення марксистської моделі рівноваги. Він у другому томі «Капіталу» пояснив сутність відтворення виробничих відносин і продуктивних сил, обґрунтував умови пропорційного розвитку розширеного і простого відтворення, а також фаз: виробництва, розподілу, обміну і споживання. Сукупний суспільний продукт (ССП) розглядав з двох сторін: вартісної і натурально-речової. За вартістю сукупний суспільний продукт складається з трьох частин: змінного капіталу (V), спожитого постійного (с) та додаткової вартості (т), отже дорівнює с + V+ т. За натурально-речовинною формою ССП поділяється на засоби виробництва (І підрозділ) і предмети споживання (ІІ підрозділ).
Представниками неокласичної школи можна вважати Л. Вальраса, який створив модель загальної економічної рівноваги, та В. Леонтьєва, який розробив модель
 «витрати — випуск»[уточнити]. Прихильники цього напряму вважають, що для того, щоб забезпечувати стан рівноваги самостійно, ринок є достатньо досконалою системою. Тому кризу надвиробництва і безробіття можна розглядати як тимчасові явища. Моделі неокласиків передбачали присутність рівноважних цін, гнучких ставок заробітної плати і гнучких процентних ставок, що дають можливість підтримувати рівновагу на всіх ринках праці, капіталів, товарів, що здебільшого властиво ринку досконалої конкуренції. Недоліком є заперечення впливу на реальний ринок грошей.
Основну роль, у зародженні одного з провідних напрямів сучасної макроекономічної теорії - кейнсіанства, відіграв англійський економіст Дж. Кейнс. Він у своїй праці «Загальна теорія зайнятості, грошей та процента»(The General Theory of Employment, Interest and Money, 1936) розкритикував класичну теорію макроекономічного регулювання. Та їй на противагу Кейнс запропонував альтернативну макроекономічну теорію, в основі якої лежить державне регулювання економіки. Прихильники кейнсіанської теорії дотримуються думки, що ринковий механізм не може самостійно гарантувати досягнення повної зайнятості. Повна зайнятість не може бути лише за рахунок ринкових регуляторів, тому що це випадковість, а не закономірність. Кейнс в умовах недосконалої конкуренції проаналізував ринок та врахував безліч чинників, що спотворюють ідеальний ринок. Він продемонстрував, що в короткостроковому періоді ЧНП залежить від попиту, а не від сукупної пропозиції. Економіст описав свою модель за допомогою системи, яка складалась із семи рівнянь та розглянув два її варіанти — базовий і розширений. Розширена макроекономічна модель виявляє умови рівноваги відкритої ринкової економіки з державним регулюванням. Базова макроекономічна модель розглядає умови досягнення рівноваги в закритій ринковій економіці без державного регулювання.
Засновник сучасного монетаризму, американський економіст М.Фрідмен, у середині ХХ ст. обґрунтував монетаристську модель економічної рівноваги, де замість державної політики експансії запропонував політику обмеження доходів населення, грошових виплат населенню, рівня сукупного попиту, приросту грошової маси, державних витрат. Може спостерігатися зниження інфляції та зростання безробіття.

## Модель «сукупний попит–сукупна пропозиція»

Модель AD-AS (модель сукупного попиту (англ. Aggregate Demand, AD) та сукупної пропозиції (англ. Aggregate Supply, AS)) — це макроекономічна модель, що досліджує поведінку економіки в цілому. Визначає рівноважні, в залежності від рівня цін та послуг на ринку, обсяги сукупних величин попиту та пропозиції в середині країни. Модель пояснює причини коливання реальних обсягів національного виробництва та рівня цін, взаємозв'язок між ними та економічною політикою.
Суку́пний по́пит (англ. aggregate demand, AD) — відображає обсяг виробництва товарів і послуг, що споживачі готові колективно придбати при існуючому рівні цін.
Сукупний попит формується як з-за кордону, так і всередині країни. Закордонний сегмент сукупного попиту формується іноземцями, що купляють вітчизняні товари, а усередині країни — різними категоріями споживачів (домашніх господарств, урядів і підприємств) і місцевих інвесторів. Сукупний попит складається із закупівель товарів підприємствами (виробниче споживання), урядом (державне споживання), людьми (особисте споживання), експорту товарів за рубіж і внутрішніх капіталовкладень.
Сукупні попит і пропозиція — це нестатистчні поняття макроекономіки, створені для вивчення всього кола процесів і явищ, що викликають вартісний дисбаланс між обсягом виробництва товарів і обсягом покупок, що надходять у той самий час і на той самий ринок. У сукупному попиті відрізняють такі структурні елементи: споживчі витрати на товари і послуги (С); інвестиції (І); державні витрати на товари і послуги (G); чистий експорт (Х). Таким чином: AD = C + I + G + X. Сукупний попит можна знайти за формулою: AD = M x V / P, де AD — сукупний попит; Y —у русі доходів швидкість обігу грошей ; М — кількість грошей в обігу; Р — рівень цін.
Суку́пна пропози́ція (AS — від англ. aggregate supply – сукупна пропозиція) — загальна кількість кінцевих товарів і послуг, вироблена і запропонована до продажу залежно від рівня цін. Сукупна пропозиція є реальним валовим внутрішнім продуктом та валовим національним продуктом. Вона залежить від рівня цін, виробничих потужностей економіки і рівня витрат. Крива сукупної пропозиції AS демонструє, який виробник пропонує, за означеного рівня цін, обсяг сукупного випуску продукції на ринку. Сукупну пропозицію можна знайти таким чином: AS = заробітна плата + рента + процент + прибуток.

## Економічні дисбаланси
Для кращого розуміння закономірностей функціонування національної ринкової економіки та взаємодії всіх її структурних елементів важливо орієнтуватися на вироблені наукою критерії та типові моделі. Економічна теорія описує їх за допомогою комплексу макроекономічних моделей. До числа цих моделей відносяться: 
а) моделі загальної економічної рівноваги, які описують рівноважний стан національної економіки на конкретний період;
б) моделі економічних циклів, що визначають розвиток економічної кон'юнктури на короткостроковий і довгостроковий періоди часу;
в) моделі економічного зростання, що характеризують механізми розвитку економіки в довгостроковому періоді.
Особливість макроекономічних моделей: високий рівень абстрагування від деталей і приватних проявів загальної закономірності. У цьому полягають і сила, і слабкість економічної теорії. Сильна сторона полягає в тому, що, абстрагуючись від безлічі конкретних диференційованих форм, можна з математичною точністю імітувати в моделях глобальні процеси, взаємозв'язку, економічні цикли, що становить важливу передумову формування довгострокової стратегії управління економічною системою. Слабкою стороною є те, що в реальній економіці на макро- і мезорівнях відбуваються всілякі відхилення від модельних схем, життя вносить свої корективи в теоретичні розроблені загальні «правила» поведінки економічних систем.
Таким чином макроекономічні моделі можна розцінювати як свого роду орієнтир в руках економіста, що дає уявлення про загальну траєкторію розвитку економічних систем. Але цей орієнтир не здатний розкрити різноманіття явищ і процесів, що зустрічаються в кожній економічній системі, з усіма їх ризиками і загрозами, зі складним переплетінням внутрішніх і зовнішніх факторів, що детермінують непередбачувані ні за спрямуванням, ні по амплітуді відхилення від теоретичної лінії розвитку, тобто економічні дисбаланси. Залишається відкритим питання про наслідки економічних дисбалансів. Найбільш небезпечним наслідком є виникнення загроз економічній безпеці, запобігання яким має бути предметом особливої уваги з боку інститутів державної влади.
Багато конкретних видів загроз національній і економічній безпеці вже неодноразово і всебічно досліджені. Проте, як нам видається, існує один порівняно слабо вивчений аспект даного питання. Доцільно аналізувати не тільки ті небезпечні для економіки явища, які безпосередньо спостерігаються і «лежать на поверхні», а й їх першопричини, не завжди очевидні і навіть не завжди легко інтерпретовані. Є одна загальна властивість у таких першопричин, яке полягає в тому, що будь-які загрози економічній безпеці завжди породжуються істотними порушеннями пропорцій або між елементами самої економічної системи, або між елементами даної системи і елементами зовнішнього середовища. Для їх позначення пропонується використовувати такий загальноприйнятий термін, як «економічні дисбаланси [Архівовано 15 грудня 2019 у Wayback Machine.]».